# Saimiri ustus
Macaco-de-cheiro-brasileiro (Saimiri ustus) é uma espécie de primata do gênero Saimiri endêmico do Brasil e da Bolívia.